# Hábitat troglodítico de la cueva del Espluguell
42°16′44.87″N 0°54′12.56″E / 42.2791306, 0.9034889

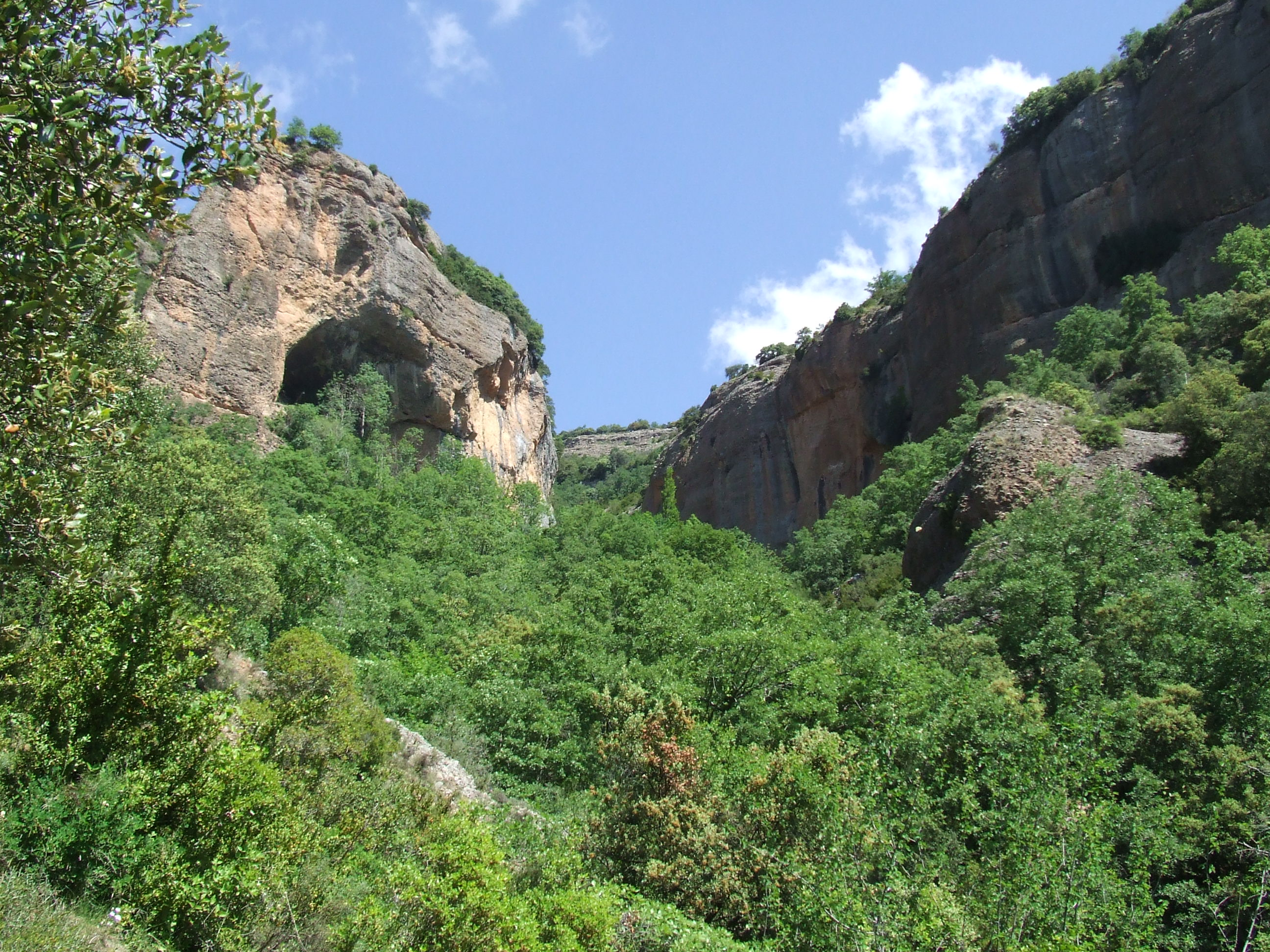
Cueva de Esplugell

El Hábitat troglodítico de la cueva del Espluguell está situado al norte-noroeste del pueblo de Serradell, perteneciente al antiguo término de Toralla y Serradell, actualmente del término de Conca de Dalt (Lérida).
Se trata de un conjunto de restos medievales de carácter a la vez defensivo y civil, que evidencian un hábitat troglodita que aprovecha las grandes grutas y cuevas de la región.
Cercanos a este despoblado, hay dos más de la misma época y de caracetrístiques similares: Sorta y Esplugallonga.